# Fontienne
Fontienne ist eine französische Gemeinde mit 131 Einwohnern (Stand 1. Januar 2022) im Département Alpes-de-Haute-Provence in der Region Provence-Alpes-Côte d’Azur. Sie gehört zum Arrondissement Forcalquier und zum Kanton Forcalquier. Fontienne grenzt im Nordosten an Revest-Saint-Martin, im Osten an Sigonce, im Süden an Forcalquier und im Westen an Ongles (Berührungspunkt) und im Nordwesten an Saint-Étienne-les-Orgues.

## Bevölkerungsentwicklung
| Jahr      | 1962 | 1968 | 1975 | 1982 | 1990 | 1999 | 2008 | 2019 |
| --------- | ---- | ---- | ---- | ---- | ---- | ---- | ---- | ---- |
| Einwohner | 38   | 25   | 24   | 52   | 73   | 116  | 133  | 133  |